# Fecenia macilenta
Fecenia macilenta is een spinnensoort in de taxonomische indeling van de Psechridae.
Het dier behoort tot het geslacht Fecenia. De wetenschappelijke naam van de soort werd voor het eerst geldig gepubliceerd in 1885 door Eugène Simon.